# Foreground Music
Foreground Music ist ein Jazzalbum von Ken Vandermark und Pandelis Karayorgis. Die am 14. Januar 2006 in den WGBH Studios, Boston entstandenen Aufnahmen erschienen 2007 auf Okka Disk.

## Hintergrund
Pandelis Karayorgis hatte bereits 1999 mit Nate McBride und Ken Vandermark das Album No Such Thing (Boxholder) aufgenommen. Auf dem Album widmet Vandermark eine seiner Kompositionen dem Gitarristen Derek Bailey, weitere den Pianisten Sal Mosca und Misha Mengelberg sowie dem Maler und Kunsttheoretiker Josef Albers.

## Titelliste
- Ken Vandermark / Pandelis Karayorgis: Foreground Music (Okka Disk OD12065)[1]
  1. Lifgatowy, 4:17
  2. United Forces of One, 3:43
  3. JCT (for Sal Mosca), 4:23
  4. The Clincher, 3:59
  5. Dreamless (for Derek Bailey), 7:43
  6. Betwixt, 5:48
  7. Title Without Year (for Josef Albers), 7:11
  8. Of Two Minds, 3:33
  9. Absolute Camel (for Misha Mengelberg), 05:44
- Alle Kompositionen stammen von Ken Vandermark (3, 5, 7, 9) und Pandelis Karayorgis (1, 2, 4, 6, 8).

## Rezeption
Nach Ansicht von Andrey Henkin, der das Album in All About Jazz rezensierte, befänden sich die beiden Musiker auf Foreground Music in der Intimität eines Duos. Man erlebe Vandermark, der neue Musikstücke für die Zusammenarbeit beigesteuert hatte, im subtilen Dialog mit einem Pianisten, was faszinierend sei. Nichts vom üblichen Bombast sei hier vorzufinden und selbst Vandermarks Stücke scheinen auf Understatement ausgerichtet zu sein. Und bei der Interpretation der Werke von Karayorgis erlebe man Vandermark nahezu ruhig, mit wenig Überblaseffekten oder Interpunktion. Wenn [das zeitgleich erschienene Album] Rebus Nachmittagsmusik ist, sei Foreground Music dafür da, um vor dem Schlafengehen zur Ruhe zu kommen.
Der Kritiker des Free Jazz Blog schrieb, Pandelis Karayorgis’ Spiel am Piano sei absolut exzellent, nicht expansiv, aber präzise und prägnant, wobei er der kompositorischen Struktur ebenso viel Aufmerksamkeit schenke wie den Melodien selbst. Vandermark fühle sich in diesem Kontext genauso wohl wie in jedem anderen. Die Musik sei abstrakt, mit eckigen melodischen Figuren, die manchmal der modernen Klassik nahe kämen, aber manchmal auch an Musik aus dem Nahen Osten erinnerten, mit ihren langwierigen Themen und ungeraden Metren (wie auf „JCT“), oder einfach nur romantisch und gedämpft (auf „Dreamless“) oder sich mit Jazzerbe und Filmmusik beschäftigen. „Die Sensibilität und Zurückhaltung sind für Vandermark ungewöhnlich, aber es ist absolut ausgezeichnet. Großartige Musiker, großartiges Zusammenspiel, großartige Musik.“